# 糖尿病の食事療法
糖尿病の食事療法（とうにょうびょうのしょくじりょうほう）では、糖尿病あるいは高血糖を持つ人々に推奨されている食事療法について述べる。
1950年代にアメリカ糖尿病学会が「食品交換表」を発表したが十分な科学的根拠に基づいているものではなかった。次第に、20世紀末にかけて栄養学の疫学研究が盛んになり、食物繊維か、血糖値の上昇しにくさであるグリセミック指数(GI)のどちらが強い要因であるかの研究がランダム化比較試験によって実施された。結果はGI値である。国際糖尿病連合は、2007年のガイドラインで糖尿病の非薬物治療に低GIの食品を挙げている。日本の糖尿病学会は2013年に、炭水化物の比率について通常の食事摂取基準で示される総エネルギーに対する50～60%程度を推奨している。糖尿病に関する主要6団体のそれぞれのガイドラインの推奨する炭水化物の比率は40-65%と多少開きがあり、それらの中でもGIは重要なものとして強調されている。
2000年代には、たんぱく質の多い食品を高温で調理するほど生成される終末糖化産物(AGEs)が、糖尿病の合併症につながるという研究も実施された。菜食やマクロビオティック（玄米菜食）がよりよい血糖管理に有効だという臨床試験の結果も得られている。

## 診療ガイドライン
国際糖尿病連合の2007年のガイドラインは、強い証拠があるとして、糖尿病の非薬物治療には低いグリセミック指数の食品を挙げており、これは全粒穀物などがあてはまる。日本の糖尿病学会は2013年に、たんぱく質の腎臓への影響による糖尿病合併症への懸念から、炭水化物は通常の食事摂取基準で示される50～60%程度の比率を推奨している。
2006年の調査では、糖尿病に関する主要6団体のそれぞれのガイドラインの推奨する炭水化物の比率は40-65%と多少開きがあり、腎臓の機能が正常であれば、タンパク質の摂取量は総エネルギーに対する10-20%を推奨している。それらの中でグリセミック指数は重要なものとして強調されている。炭水化物が非常に少ない食事は適切ではない。6団体は、米国糖尿病学会、欧州糖尿病学会の糖尿病栄養研究班、カナダ糖尿病協会、ジョスリン糖尿病センター、米国臨床内分泌学会、英国糖尿病協会（Diabetes UK）。

## 歴史
糖尿病の食事療法には長い歴史がある。紀元前3500年ごろのエジプトでも糖尿病の食事療法が行われていた。また、今から2000年以上前に、インドのSushrutaやCharakaでも行われていた。また18世紀に、John Rollo は、糖尿病の人がカロリー制限を行うと、尿糖が減少すると述べた。
しかし、近代的な糖尿病の食事療法が行われるようになったのは、Frederick Allen 以後である。彼は、インスリンが発見される前の時代に、糖尿病の人が致死的なケトアシドーシスとなるのを防ぐために、低カロリーダイエットを行うように勧めた。しかし、これは糖尿病を治癒させるものではなく、生命を限られた期間、延長させるだけのものであった。
1922年に、Frederick Bantingがインスリンを最初に使用して事態を変えた。インスリンの使用により、患者はより柔軟に食事を行うことが可能になった。

### 食品交換表
1950年代に、アメリカ糖尿病協会はアメリカ合衆国公衆衛生局と共に、食品交換表を発表した。この食品交換表に従って、糖尿病の患者は栄養的に同じような価値を持つ食品（例えば炭水化物）を他のものと交換することができる。例えば、もしデザートで通常より多い量の炭水化物を食べたいのであれば、食事の最初の部分でじゃがいもの消費を減らすのである。
この食品交換表は、1976年、1986年、1995年に改訂されている。
しかし、糖尿病の食事療法の全ての研究者がこの食品交換表を推奨しているわけではない。むしろ研究者の多くは典型的な健康ダイエットを推奨している。

### 近代的な研究
より以前から試みられていた食品交換表の後には、栄養の研究が進展し、健康に寄与する食事成分の比率が疫学調査され食生活指針が策定されてきた。糖尿病の食事療法もこれに沿った研究が増えている。すなわち、精白されていない穀物、果物や野菜が多く、砂糖と脂肪（特に飽和脂肪）が少ない食事である。
1979年に、James Andersonは、植物繊維が多い食事を推奨した（Anderson & Ward, 1979年）、（Murray & Pizzornoが引用, 1990年)。それは、バーキットとトロウェルが行った食物繊維についての研究の続編であると理解されるかもしれない。（1975年にバーキットとトロウェルと『精製炭水化物と病気-食物繊維の影響』 を出版し、精白していない全粒穀物の重要性を訴え支持されていく）さらにそれは、大元のPriceの研究の続編であると理解されるかもしれない(Murray & Pizzorno, 1990年)。
1976年にNathan Pritikinは、医療センターを開設し、患者たちが食事療法と運動療法のプログラム（Pritikin プログラム）を受けられるようにした。食事は新鮮な果物や野菜や全粒穀物を含み、炭水化物と繊維の多い食事であった。2005年にカリフォルニア大学ロサンゼルス校 (UCLA) で行われた研究によれば、このプログラムを糖尿病や糖尿病の前段階の人々に対して、わずか3週間だけ行ったところ劇的な改善がもたらされ、約半数の人は糖尿病の範疇から脱することができた。
他方、1983年には、Richard Bernsteinは糖尿病の患者と糖尿病の前段階の人に対して、果物や加えられた砂糖やデンプンを避けて、ごくわずかな炭水化物を摂る栄養法で治療して効果があった。PritikinとBernsteinの両者は共に、運動をするように指示している。
2000年以来、1型糖尿病を持つ患者の一部に人気のあるDAFNE (Dose Adjustment for Normal Eatingの頭文字、正常の喫食のための量の調整) という治療法がある。この治療法は食事の中に含まれる炭水化物の量を評価し、その量に従って注射するインスリンの量を調節するというものである。類似の治療法は 2型糖尿病の患者のためにもあり、DESMOND（Diabetes Education and Self-Management for On-Going and Newly Diagnosed diabetes、糖尿病と新しく診断されたり以前から糖尿病だった人達のための糖尿病教育と自己管理）として知られている。 DAFNEは独自のニュース・レターを持ち、勧められている。
2008年には、Jenkinsらが、食物繊維かグリセミック指数(GI)のどちらが改善の要因として強いかをランダム化比較試験によって確かめ、6ヶ月では低いGI値では糖尿病の改善指標のHbA1Cを0.5%改善し、穀物中の食物背にでは0.18%であった。
2009年のコクランによる、ランダム化比較試験のメタアナリシス（結合分析）は、低GIの食事は低血糖の事象が少なく、血糖値を制御できることを結論している。
2000年代にはたんぱく質が変性した最終糖化産物(AGE)が注目される。たんぱく質の多い食品を高温で調理するほどAGEが生成され、糖尿病の合併症につながるものである。2010年前後には、老化には酸化ストレスだけでなく、糖化ストレスが考えられるようになってきており、糖尿病の合併症－糖尿病性神経障害・糖尿病性網膜症・糖尿病性腎症－やインスリン抵抗性の増加への影響の研究は進んでいる。
脂肪とタンパク質の多い動物性食品を加熱することによってAGEの多い食品となるが、西洋食による健康への悪影響の新たな説をもたらしている。低温で短時間の調理ではAGEは減少するし、野菜、果物、全粒穀物、牛乳といった食品ではAGEは比較的少ない。適した調理法による料理は、地中海、アジアほかの地域の料理として紹介されている。
また腸内細菌叢が糖尿病の病因および代謝に関与しているという知見があり、プロバイオティクスの使用に関する研究も実施されているが、その効果に目立ったものはない。

## 菜食
2019年のシステマティックレビューで、6か月以上追跡した20件のランダム化比較試験が見つかり、低脂肪食と低炭水化物食の比較では、血糖制御、体重と脂質に有意な差はなかった。地中海食では、体重とHbA1cのより大きな減少と糖尿病の薬を必要としない時期が長かった。完全菜食とマクロビオティックでは血糖制御の改善、菜食ではより大きな体重減少とインスリン感受性を示した。結論としてよりよい血糖制御のために完全菜食、菜食、地中海食を導入すべきという証拠が見つかり、より長期の試験が必要とされる。
菜食による糖尿病に関する論文を探索して、臨床試験では通常の糖尿病食よりも主として体重減少によって血糖値制御が大きく改善されており、アテローム性動脈硬化症の進行も抑制しており、他の治療法に匹敵することが示された。なお糖尿病の発症率も非菜食者に比較して半分である。
2014年の2型糖尿病患者に対するランダム化比較試験では、マクロビオティックの食事法は推奨される標準食と比較して、代謝を大きく改善する結果が得られた。データは解析され、標準食よりも優れ、インスリン抵抗性と炎症の指標を低下させる安全な手法であった。2015年の報告では食事法が腸内細菌叢を変化させるため、特に急速に血糖値を改善する必要がある場合などには、正当な追加治療であるとみなすことができる。

## その他の食品成分
血糖値を下げるには、オレイン酸の方がリノレイン酸より少し勝ると主張する者もいる。

## 公的機関のサイトでの記載
米国疾病予防センターCDCは、糖尿病の食事療法について次のように述べている。
- 糖尿病の人は脂肪を減らすべきである。特に飽和脂肪やトランス脂肪を減らすべきである。例えば、肉の脂身、揚げ物、全乳、ケーキ、クッキー、クラッカー、パイ、ラード、ショートニング、マーガリンなどを減らすべきである[26]。
- 糖尿病の人は、砂糖を多く含む食品を制限すべきである。例えば、果物味の飲料、ソーダ、砂糖を含むコーヒーや紅茶などである。また、糖尿病の人は、食塩を多く含む食品を制限すべきである[26]。
- 糖尿病の人は、全粒穀物によって食物繊維の摂取を増やすべきである。全粒穀物は、100％の全粒穀物による朝食シリアル、オートミール、玄米、100％の全粒粉パンなどである。また、糖尿病の人は、毎日、バラエティーに富んだ果物や野菜を摂取すべきである。果物は、新鮮なもの、冷凍もの、缶詰、乾燥もの、100％の果物ジュースを選ぶべきである。毎日、多くの野菜を摂取すべきである。例えば、濃い緑色の野菜（ブロッコリー、ホウレンソウなど）、オレンジ色の野菜（ニンジン、カボチャなど）、豆（黒豆、ソラマメなど）である[26]。

また米国国立医学図書館は次のように述べている。
- 砂糖を多く含む食品を制限すること
- より少量ずつ、一日にわたって摂取すること
- いつ、どのくらいの炭水化物を食べるかに注意を払うこと
- 変化に富んだ全粒穀物、果物、野菜を毎日食べること
- 脂肪の摂取を減らすこと
- アルコールの摂取を減らすこと
- 食塩を減らすこと

世界保健機構（WHO）は、「糖尿病」という文書の中で、次のように述べている。
2型糖尿病を予防するため、あるいは糖尿病の発症を遅らせるために、生活習慣を改善する簡単な方法が効果があると示されている。2型糖尿病を予防し合併症を防ぐために、次のようにすべきである。
- 健康的な体重にして、それを維持すること
- 体をよく動かすこと（大半の日に、中等度の強度の運動を、1日に30分以上行うこと。体重をコントロールするためには、それ以上の運動が必要である）
- 健康的な食事をすること（1日に果物と野菜を3～5単位食べること。また、砂糖と飽和脂肪の摂取を減らすこと）
- 喫煙を避けること（喫煙は、心血管疾患のリスクを高める）